# 村田浩明
村田 浩明（むらた ひろあき、1986年7月17日 - ）は神奈川県出身の日本の野球指導者。

## 経歴
中学時代は「川崎北シニア」に所属。
横浜高校在学時には捕手としてプレー。2年時の2003年春の甲子園大会では1学年上の成瀬善久、同級生の涌井秀章とバッテリーを組み準優勝に貢献。3年時には主将に就任し、夏の甲子園ではベスト8入りに貢献。他の同期に石川雄洋がいた。
高校卒業後は日本体育大学に進学。1年下の捕手に靍岡賢二郎がいた。在学中に教員免許を取得している。大学生時代の2年間は横浜高校のコーチを務めている。
大学卒業後は神奈川県立霧が丘高校の部長に就任。2013年秋からは神奈川県立白山高校の監督に就任。2018年夏には北神奈川大会でベスト8に導いた。
2020年4月1日からは母校の横浜高校の監督に就任している。就任2年目の2021年夏には第103回全国高等学校野球選手権大会に出場し、監督初勝利を上げている。
横浜高校野球部監督に就任した際、パワハラがあり、これについて横浜高校は「現時点ではイジメやパワハラ指導はなかったかと。事実関係を精査すべく動いている状況なので詳細は控える」という趣旨の回答を述べた。
2025年春開催の第97回選抜高等学校野球大会で19年ぶり4回目の優勝を果たした。